# Cães para resgate de reféns

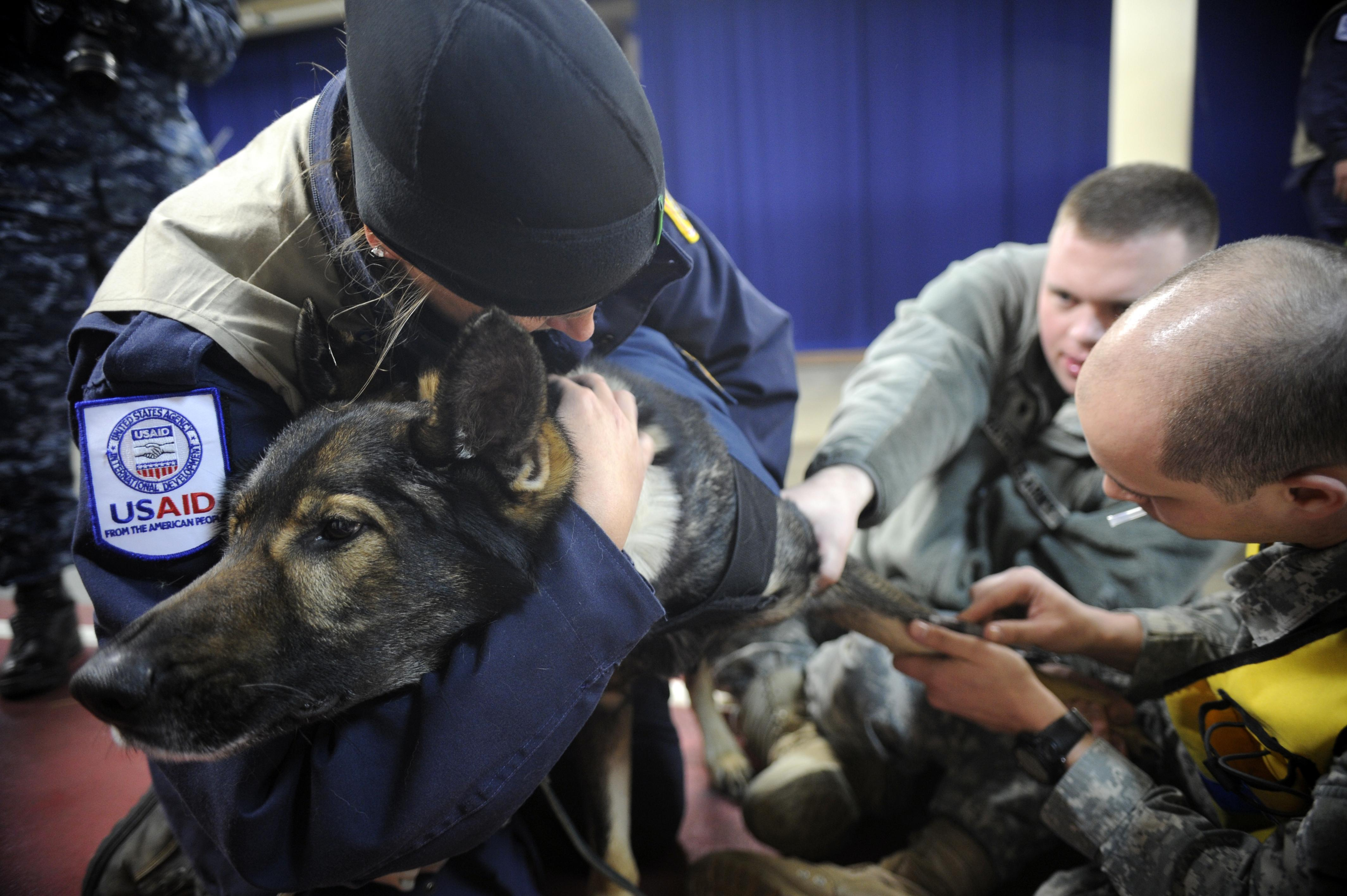
2011

Cães para resgate de reféns são cães policiais ou militares especialmente adestrados para atuar no resgate de reféns. O emprego de cães para resgate de reféns e contraterrorismo gera uma vantagem tática em relação às demais Polícias que não os utilizam, pois os cães facilitam na varredura de ambientes, localização, neutralização e custódia dos tomadores de reféns, onde são aproveitadas todas as qualidades dos cães, tais como: faro, alta velocidade, grande poder de parada e guarda, dentre outras. Os cães com intensivos treinamentos dão grande segurança para o cumprimento das missões, transmitindo confiança ao grupo de policiais e aos reféns. Em contrapartida, desestimula qualquer ação delituosa, em virtude da forte ação psicológica inibidora, da rapidez nas ações, precisão na localização, bem como, na amplitude de emprego que os cães possuem.
O serviço de cães para resgate de reféns e contraterrorismo, serviço este inusitado no Brasil, onde somente a PMERJ executa, por meio da Companhia Independente de Polícia Militar com Cães (CIPM Cães) em conjunto com o Batalhão de Operações Policiais Especiais (BOPE), através da Unidade de Intervenção Tática (UIT)utilizam cães altamente treinados para atuar em ocorrências críticas.
O treinamento desenvolve as técnicas e doutrinas de emprego de cães para resgate de reféns e contraterrorismo, dividindo o treinamento em básico, intermediário e avançado, sempre tentando buscar o melhor rendimento do binômio homem-cão.
Os cães, antes de “incorporarem” na equipe, são testados e selecionados.
Como o emprego de cães para esses tipos de missões é inusitado no Brasil, existe uma carência na troca de experiências entre a CIPM Cães (PMERJ) e as demais Polícias. Sendo realizado pela CIPM Cães, sempre após cada ocorrência, um estudo de caso para os devidos ajustes técnicos e operacionais.